# Jacqueline Aguilera Marcano
Jacqueline María Aguilera Marcano (Valencia, 17 novembre 1976) è una modella e personaggio televisivo venezuelana, vincitrice del concorso di bellezza Miss Mondo 1995.

## Biografia
Ex Miss Venezuela 1995, Jaqueline Aguilera è stata incoronata quarantacinquesima Miss Mondo a diciannove anni, il 18 novembre 1995 presso il Sun City Entertainment Center di Sun City in Sudafrica, ricevendo la corona dalla Miss Mondo uscente, l'indiana Aishwarya Rai. È stata la quarta Miss Mondo venezuelana, dopo Carmen Josefina "Pilin" Leon Crespo nel 1981, Astrid Carolina Herrera Irrazábal nel 1984 e Ninibeth Beatriz Leal Jiménez nel 1991.
Nello stesso anno Jaqueline Aguilera ha vinto anche il concorso Top Model of the World, tenuto a Miami.
Dopo l'anno di regno, la Aguilera ha aperto una agenzia di moda in Venezuela. Inoltre ha partecipato all'edizione VIP del Grande fratello spagnolo, il Gran hermano VIP: El desafío, oltre che ad altre trasmissioni televisive.